# Лемония Баллиона
Лемония Баллиона или лемониида Баллиона, шелкопряд Баллиона (Lemonia ballioni) — вид бабочек из рода Lemonia в составе семейства жёлтые шелкопряды. Видовое название дано в честь Эрнеста Эрнестовича Баллиона (18 ноября 1816 — 9 сентября 1901) — русского энтомолога, специализировавшегося на жесткокрылых.

## Описание
Размах крыльев 30—46 мм. Верхняя сторона крыльев буровато-жёлтая, соломенная либо бледно-жёлтая (интенсивность окраски может сильно варьировать). Окраска самок более бледная. Задние крылья однотонные, желтоватые, без рисунка. Испод обоих крыльев соломенный, однотонный. На переднем крыле имеется тонкая коричневатая постдискальная перевязь, слабо выгнутая наружу, и такого же цвета небольшое дискальное пятно. Усики самцов перистые. Голова и грудь густо опушены желтоватыми волосками, брюшко сверху буроватое. Хоботок недоразвитый, укороченный; губные щупики короткие, скошены вверх, едва выступают впереди лба. Задние голени с 1 парой коротких шпор. Передние крылья округлые на вершине. Жилка R, отходит от переднего края R-Cu ячейки, вблизи её вершины; R2- R5 на общем стебле, выходящем из вершины R-Cu ячейки.

## Ареал
Малая Азия, черноморское побережье Кавказа и Закавказья, Крым, Северо-Западный Кавказ, Армения, Азербайджан, Малая Азия. В Крыму локален и редок. В Краснодарском крае России встречается на черноморском побережье на участке Анапа — Новороссийск — Геленджик — Туапсе.
Обитает на остепненных лугах и степях, на безлесных отрогах южной экспозиции хребтов, на подлинно-степных и лугово-степных биотопах . Достаточно требователен к режиму увлажнения в летний период: избегает слишком аридных регионов.

## Биология
Взрослые бабочки не питаются (афагия) и живут за счет питательных веществ, накопленных на стадии гусеницы. Дает одно поколение за год. Время лёта в Крыму — на яйлах и больших высотах длится с середины августа до конца сентября, а на равнине — со второй декады сентября до середины октября. В Краснодарском крае лёт бабочек отмечался в третьей декаде сентября. В Турции время лёта до первой декады октября Бабочки активны преимущественно в конце ночи.
Гусеницы являются олигофагами на сложноцветных (Asteraceae): козлобородник (Tragopogon), козелец мягкий (Scorzonera mollis), одуванчик (Taraxacum) и др. Биология изучена слабо. Самка откладывает до 68 яиц кучкой на почве. Зимует яйцо. Гусеницы встречаются в апреле—мае на соцветиях кормовых растений. Питаются открыто. Окукливание происходит на поверхности почвы в растительных остатках, без кокона. Куколка имеет двух-, четырехмесячную летнюю длиапаузу.

## Охрана
Вид занесен в Красную книгу Украины (охраняется в Казантипском, Опукском, Карадагском и Ялтинском горнолесном природных заповедниках), в Красную книгу Краснодарского края России. Значительная часть российской популяции была уничтожена в XX веке во время террасирования и облесения склонов хребта Маркотх, а также в процессе разработки карьеров мергеля.